# Proechimys echinothrix
Proechimys echinothrix es una especie de roedor de la familia Echimyidae.

## Distribución geográfica
Se encuentra en Brasil y Colombia.